# Pokropîvna, Kozova
Pokropîvna (în ucraineană Покропивна) este o comună în raionul Kozova, regiunea Ternopil, Ucraina, formată numai din satul de reședință.

## Demografie
Componența lingvistică a comunei Pokropîvna
     Ucraineană (100%)
Conform recensământului din 2001, toată populația comunei Pokropîvna era vorbitoare de ucraineană (100%).